# Ayman Abdelaziz
Ayman Mohamed Abdelaziz (arabe :أيمن محمدعبدالعزيز), né le 20 novembre 1978 dans le gouvernorat d'Ash Sharqiyah, en Égypte, est un joueur de football égyptien. Il joue au poste de milieu de terrain pour Misr Lel Makasa. Il a joué de nombreuses années en Turquie. 
Il possède 26 sélections (3 buts) en équipe d'Égypte. Sa première sélection a eu lieu en 1999, sa dernière en 2004.